# Ноймайр, Маркус
Ма́ркус Нойма́йр (нем. Markus Neumayr; 26 марта 1986, Хёсбах, Бавария) — немецкий футболист, полузащитник.

## Карьера
Маркус Ноймайр попал во взрослый футбол в 2003 году, перейдя в клуб «Айнтрахт» из Франкфурта, а уже через пять месяцев талантливого игрока присмотрел «Манчестер Юнайтед». В то время Маркус выступал за юношеские сборные Германии и считался одним из самых талантливых немецких игроков своего поколения. В молодёжной команде «МЮ» игрока сравнивали с Дэвидом Бекхэмом, во многом из-за яркой внешности. Хоть Ноймайр и являлся одним из лидеров молодёжки «красных дьяволов» и стал капитаном команды, за основной состав он так и не провёл ни одной игры — слишком велика была конкуренция на позиции Маркуса.
После окончания сезона 2005/06 Ноймайр возвращается обратно в Германию, где становится игроком «Дуйсбурга», выступавшего во Второй Бундеслиге. Сыграв несколько игр в сезоне 2006/07, Маркус выходит с клубом в Бундеслигу, но закрепиться в составе у него не получается — всего три матча в сезоне 2007/08, вылет из высшего немецкого дивизиона. Ноймайр летом перешёл в бельгийский клуб «Зюлте-Варегем», но и там не получилось закрепиться — в зимнее трансферное окно он вернулся в Германию, правда, уже в четвёртый дивизион — в клуб «Рот-Вайсс».
Сменив ещё один раз клубную прописку в Германии (половина сезона в клубе «Ваккер»), Маркус Ноймайр предпринимает попытку реанимировать карьеру и переходит в клуб швейцарской Суперлиги «Тун». Закрепиться в первый сезон в высшем швейцарском дивизионе у Ноймайра не получилось, зато он стал одним из лидеров «Беллинцоны», выступавшей в сезонах 2011/12 и 2012/13 в Челлендж-лиге. Однако банкротство клуба в 2013 году поставило Ноймайра в нелёгкое положение поиска нового клуба. И летом 2013 года игрок перешёл в клуб «Вадуц», став одним их главных героев победного для «Вадуца» сезона 2013/14 в Челлендж-лиге. В следующем сезоне Маркус продолжил играть одну из важных ролей на поле в составе «Вадуца», что породило слухи о скором уходе игрока и переходе в один из немецких клубов Второй Бундеслиги, а также МЛС. Но игрок подписал новый контракт до 2016 года. 25 января 2016 года было объявлено о переходе полузащитника в клуб швейцарской Суперлиги «Люцерн».

## Трофеи
- Обладатель Кубка Лихтенштейна: 2013/14, 2014/15